# Kirin Kiki
Kirin Kiki (樹木 希林, Kiki Kirin) (Tokio, 15 de enero de 1943 - Tokio, 15 de septiembre de 2018) fue una actriz japonesa de cine y televisión.
Curiosamente, su apertura al público internacional empezó casi al mismo tiempo que su lucha contra el cáncer, alrededor de 2013, con el estreno de la película De tal padre, tal hijo y, más adelante, de Una pastelería en Tokio (2015). En esta etapa destacan sus colaboraciones con el director japonés Hirokazu Kore-eda, con el que ya había trabajado en Still Walking (2008), y con el que volvería a hacerlo tres veces más en Nuestra hermana pequeña (2015), Después de la tormenta (2016) y Un asunto de familia (2018), que ganó la Palma de Oro en el Festival de Cannes.

## Filmografía selecta

### Películas
- Zoku Yoidore hakase (1966) - Fumiko
- Lake of Tears (1966) - Kayo Sugumo
- Tonogata goyôjin (1966)
- Tabiji (1967) - Chie
- Aniki no koibito (1968) - Sanae
- Kamisama no koibito (1968) - Aiko Yamagami
- Dai bakuhatsu (1969)
- Tora-san, His Tender Love (1970) - Sirvienta en Shinshû
- Aka chôchin (1974)
- Akumyo: shima arashi (1974) - Oshige
- Jack and the Beanstalk (1974) - Madam Noir (voz)
- Honô no shôzô (1974)
- Abayo dachikô (1974)
- Mamushi to aodaishô (1975) - Kiku Matsukawa
- Za.Dorifutazu no kamo da!! Goyo da!! (1975) - tomiko
- Eden no umi (1976) - Orittsan
- Sachiko no sachi (1976) - Momoe
- Onna kyôshi (1977) - Yuriko Yokoyama
- Ballad of Orin (1977) - Tama Ichise
- Wani to oum to ottosei (1977) - Mary
- Taro the Dragon Boy (1979) - Yamanba (voz)
- Sochô no kubi (1979) - Gerente de Okonomiyaki
- Kindaichi Kosuke no boken (1979) - Tane
- Kamisamaga kureta akanbô (1979) - Mujer que trajo a un niño
- Zigeunerweisen (1980) - Kimi
- Otake shinobu no a! Kono ai nakuba ganbasseyo Kuni-chan (1980)
- Tosa No Ipponzuri (1980) - Fuki
- Nogiku no haka (1981) - Omasu
- Tenkōsei (1982) - Naoko Saitoh
- Keiji monogatari (1982) - Sumi Yashiro
- Santô kôkôsei (1982)
- Amagi goe (1983) - La esposa de Ryosaku
- Hometown (1983) - Yoshi
- Capone Cries a Lot (1985) - Sene Tachikawa
- Lonely Heart (1985) - Terue Amano
- Yumechiyo nikki (1985) - Kikuyakko
- Kyôshû (1988) - Mine Kamioka
- Tsuru (1988) - Yura
- Daidokoro No Seijo (1988) - Hisajo Sugita
- Kaze no Matasaburô - Garasu no manto (1989) - Otane
- Donmai (1990) - Hanako
- Rainbow Kids (1991) - Kura Nakamura
- Sensou to seishun (1991) - Etsuko Onoki
- Za Chugaku kyoshi (1992)
- The Triple Cross (1992)
- Yearning (1993) - Omatsu
- La historia del dinosaurio Rex (1993)
- Rampo (1994) - Ama de casa / Jefa de sirvienta
- Toki no kagayaki (1995) - Nagashima
- Rintaro (輝け！隣太郎, Kagayake! Rintaro) (1995), también cantó la canción principal con Toshiaki Karasawa
- Oishinbo (1996)
- Koi to hanabi to kanransha (1997) - Sanae Mita
- Hissatsu shimatsunin (1997) - Otora
- Ashita heno kakehashi (1997)
- 39 keihô dai sanjûkyû jô (1997) - Abogada defensora Shigure Nagamura
- Zawa-zawa Shimo-Kitazawa (2000) - Fanática de Kyushiro
- Drug (2001) - Yoshie Hirakawa
- Tôkyô Marîgôrudo (2001) - Ritsuko Sakai
- Pistol Opera (2001) - Rin
- Danbôru hausu gâru (2001)
- Inochi (2002) - Madre
- Returner (2002) - Xie
- Yoru o kakete (2002)
- Hotaru no hoshi (2003) - Directora
- Half a Confession (2004) - Yasuko Shimamura
- Kamikaze Girls (2004) - La abuela de Momoko
- Izo (2004) - La madre de Izo
- Chekeraccho!! (2006) - Chisa Haebaru
- Brave Story (2006) - Onba (voz)
- Akai kujira to shiroi hebi (2006) - Midori Ohara
- Tôkyô tawâ: Okan to boku to, tokidoki, oton (2007) - Eiko Nakagawa
- Saido kâ ni inu (2007) - Granny Tome
- Still Walking (2008) - Toshiko Yokoyama
- Tokyo Tower: Mom and Me, and Sometimes Dad (2008)
- Miyagino (2008) - Señora
- The Borrower Arrietty (2010) - Haru (voz)
- Villain (2010) - Fusae Shimizu
- Ghost: In Your Arms Again (2010)
- Ôki-ke no tanoshii ryokô: Shinkon jigoku-hen (2011)
- Hanezu (2011) - Takumi's Mother
- I Wish (2011) - Hideko (Abuela)
- Chronicle of My Mother (2011) - Yae
- Tsunagu (2012) - Aiko
- Yakusoku: Nabari dokubudôshu jiken shikeishû no shôgai (2013) - Iatsuno okunishi
- Like Father, Like Son (2013) - Riko Ishizeki
- Una pastelería en Tokio (2015) - Tokue
- Nuestra hermana pequeña (2015) - Fumiyo Kikuchi
- Kakekomi onna to kakedashi otoko (2015) - Genbee
- After the Storm (2016) – Yoshiko
- Mori, The Artist's Habitat (2018) - Hideko Kumagai
- Un asunto de familia (2018) - Hatsue Shibata
- Every Day A Good Day (2018) - Ms. Takeda
- Cherry Blossoms and Demons (2019) - La abuela de Yu
- Erica 38 (2019) - La madre de Erica (último papel en la película)

### Televisión
- Shadow Warriors (1980-1986) - Orin
- Hanekonma (1986) - Yae (madre de Hanekonma)
- Tobu ga Gotoku (1990) - Ikushima
- Kimi no Na wa (1991)
- Aoi (2000) - Lady Kasuga